# Aeroportul Griswold
Aeroportul Griswold (IATA: MPE, FAA LID: N04) este un aeroport din Connecticut, Statele Unite ale Americii ce deservește zona Madison⁠(d).
Situat la o altitudine de 5 m, aeroportul dispune de o singură pistă.